# Höfen (Stocken-Höfen)
Höfen (toponimo tedesco; informalmente anche Höfen bei Thun) è una frazione di 444 abitanti del comune svizzero di Stocken-Höfen, nel Canton Berna (regione dell'Oberland, circondario di Thun).

## Storia

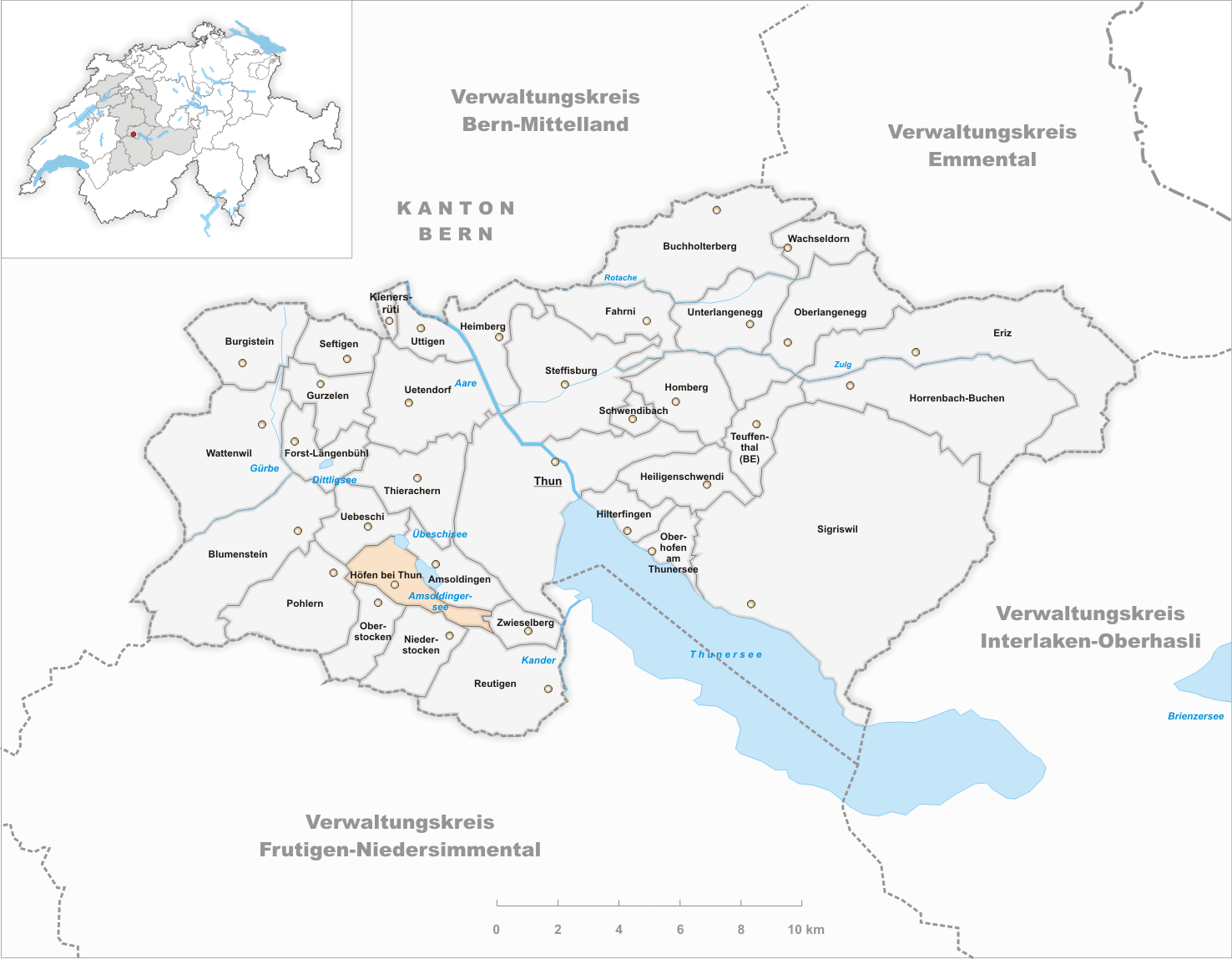
Il territorio del comune di Höfen prima degli accorpamenti comunali del 2014

Già comune autonomo che si estendeva per 4,62 km² e che comprendeva anche la frazione di Schindlern-Kistlern, il 1º gennaio 2014 è stato accorpato agli altri comuni soppressi di Niederstocken e Oberstocken per formare il nuovo comune di Stocken-Höfen.

## Società

### Evoluzione demografica
L'evoluzione demografica è riportata nella seguente tabella:
Abitanti censiti

## Amministrazione
Ogni famiglia originaria del luogo fa parte del comune patriziale che ha la responsabilità della manutenzione di ogni bene comune.